# I Don't Believe You
«I Don't Believe You» es el quinto sencillo lanzado por la cantante Pink de su álbum Funhouse, el sencillo es una balada rock y ya ha empezado a posicionarse de los principales charts mundiales como Australia y Reino unido.

## Composición
Musicalmente, la canción es una balada pop, con la antelación común y que se reproduce en la tonalidad de La bemol mayor. La guitarra y el piano se utilizan para la música de fondo, mientras la voz de Pink sigue la A-♭ Fm7 -CM-D-♭ ♭ una progresión de acordes. Pink explica en su página web que, líricamente, la canción es acerca de la reconciliación, y es la canción favorita de Funhouse, en palabras de la cantante, describe la canción como: "Porque es simplemente tan transparente. Es como tomar una profunda respiración y decir: 'Aquí estoy. Llévame. Tome su mejor tiro. Lo primero que me viene a la mente con I Don't Believe You es que yo estaba escuchando en la cabina de voz ... En realidad, en la sala de control escuchando esta canción, las lágrimas corriendo por mi rostro" Es el lado débil vulnerables de mí que no sueltó muy a menudo. Y, me encanta, me encanta. Me encanta, es muy cercano y querida para mí".

## Recepción
Jonathan Keefe de Slant Magazine alabó la canción, su escasa riff de guitarra eléctrica, y "Pink a su vez con su fenomenal voz que es a la vez vulnerables y acusatorio", mientras que New York Times Jon Caramanica reivindicada "I Don't Believe You" hincha como una balada soul clásico, como dica Pink para su . Por otro lado, Christian Hoard de la revista Rolling Stone le dio una reseña negativa, alegando que la canción es un "goopy balada", lo que hace el sonido como cantante "otra gran voz de éxitos-buster", y que ha demostrado más personalidad en los anteriores sencillos.

## Video musical
El video musical de "I Don't Believe You", dirigido por Sophie Muller, fue realizado en septiembre de 2009 en Los Ángeles, California. El video es en blanco y negro, presenta a la cantante con un vestido de novia que usó en su boda real con Carey Hart en 2006, y un vestido de novia con incrustaciones de diamantes, mientras busca a su amante, sin ningún resultado. Moore incluyen escenas de acostarse en el vestido, corriendo por lo que parece ser el interior de una iglesia, cantando en una boda en la cual no ahí nadie, llorando por un álbum de bodas vacía y el canto a sí misma frente al espejo.

## Posicionamiento
| Listas (2009)                               | Mejor posición |
| ------------------------------------------- | -------------- |
| Australia (ARIA)                            | 23             |
| Austria (Ö3 Austria Top 40)                 | 15             |
| Bélgica (Flandes) (Ultratip Bubbling Under) | 7              |
| Canadá (Canadian Hot 100)                   | 66             |
| CIS Airplay (TopHit)                        | 153            |
| República Checa (Rádio Top 100)             | 4              |
| Dinamarca (Tracklisten)                     | 36             |
| European Hot 100                            | 50             |
| Alemania (Offizielle Deutsche Charts)       | 17             |
| Países Bajos (Mega Single Top 100)          | 70             |
| Países Bajos (Dutch Top 40)                 | 23             |
| Portugal (Portugal Digital Song Sales)      | 7              |
| Escocia (Scottish Singles Sales Chart)      | 54             |
| Suecia (Sverigetopplistan)                  | 11             |
| Suiza (Schweizer Hitparade)                 | 33             |
| Reino Unido (UK Singles Chart)              | 62             |
| Estados Unidos (Bubbling Under Hot 100)     | 17             |